# Князево (Медновское сельское поселение)
Кня́зево — деревня в Калининском районе Тверской области. Относится к Медновскому сельскому поселению. До 2006 года относилась к Кумординскому сельскому округу.
Расположена в 40 км к западу от Твери, на реке Тьма. Проезд по автодороге «Волынцево—Князево» (от автомагистрали М10 — через Медное). В 2011 году построена дорога от Князева до села Стружня (далее дорога на Мошки).
В деревне родился известный русский певец Сергей Яковлевич Лемешев. Ежегодно, в июле, в Князево проходит Лемешевский фестиваль.

## Население
| 2008 | 2010 |
| ---- | ---- |
| 21   | ↘15  |

## История
В 1859 году во владельческой деревне Князево 45 дворов, 436 жителей.
В конце XIX — начале XX века деревня Князево относилась к Стружнинскому приходу Новинской (позднее Кумординской) волости Тверского уезда Тверской губернии. В начале XX века деревня росла в восточном направлении, и в конце 1930-х годах здесь числились две деревни — Старое Князево (41 двор) и Новое Князево (44 двора) Стренёвского сельсовета Медновского района Калининской области. Во время Великой Отечественной войны немецко-фашистские войска были остановлены в 1941 году на рубеже реки Тьма. Два месяца деревни были прифронтовыми. После войны обе деревни объединены. В 1997 году в деревне Князево 13 хозяйств, 16 жителей.

## Музей С. Я. Лемешева

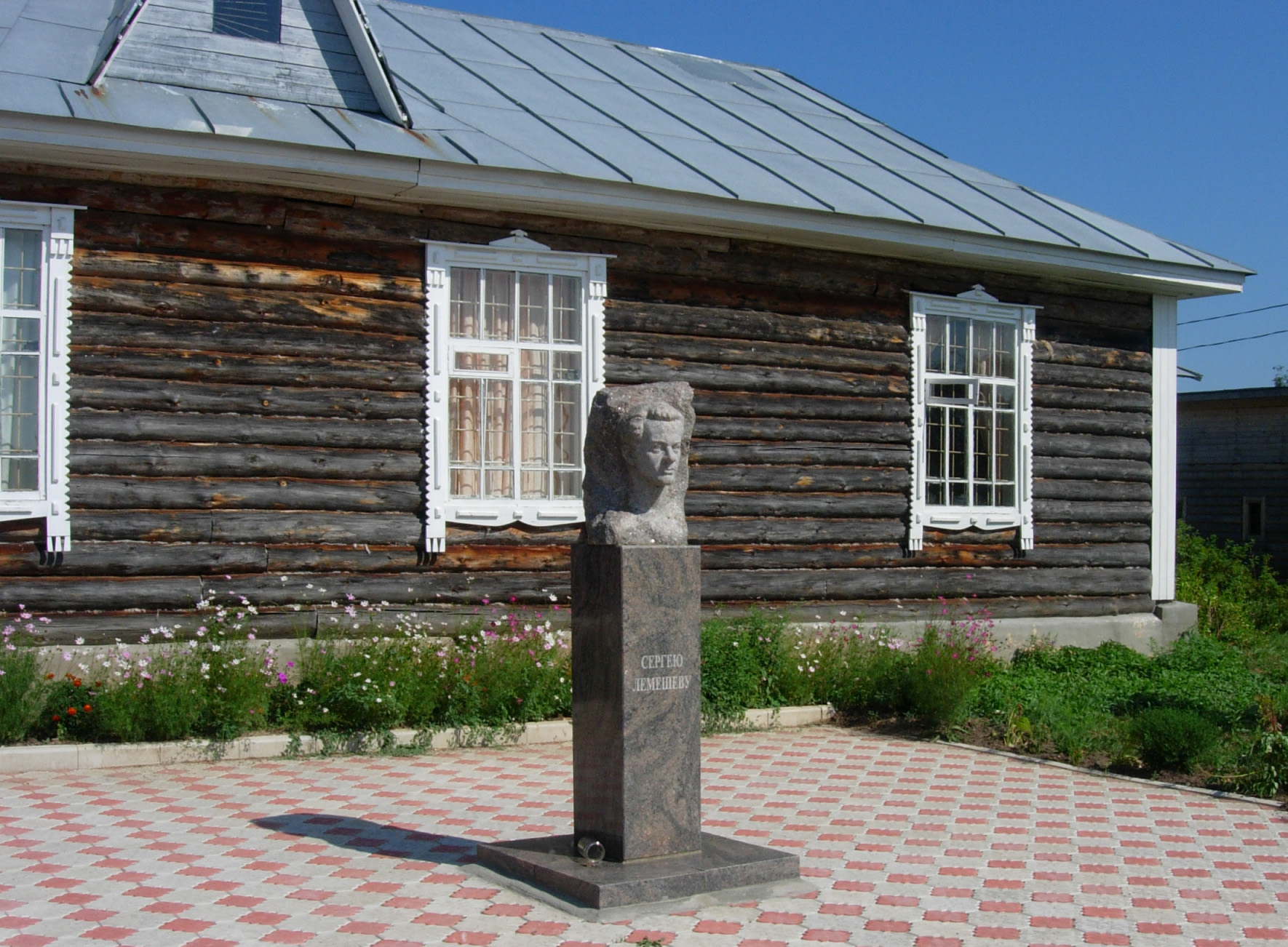
Музей Лемешева

В 1988 году началось строительство центрального здания музея. Его решено было построить на старом фундаменте 4-классной церковно-приходской школы, в которой с 1911 по 1914 годы учился Сергей Лемешев. 21 июля 1991 года в новом здании музея открылась полная экспозиция о его жизни и творчестве, состоящая из пятнадцати разделов и разместившаяся в пяти залах.
Рядом находится здание Смоленской часовни бывшего прихода Стружнинской церкви (восстановлено в 1989 году, полная реставрация в 1992 году). Сегодня здание часовни стало приходом Медновской церкви.